# Domingas Leonor da Silva
Domingas Leonor da Silva (Cuiabá, 1954), também conhecida como Dona Domingas ou Dominguinhas, é uma artesã, produtora cultural e dançarina brasileira.
Nasceu no bairro de São Gonçalo Beira Rio, em Cuiabá, e desde os oito anos conhece as artes de dança do Siriri. Foi a primeira mulher a tocar tamborim nas festas folclóricas da região, quebrando o domínio exercido pelos homens. Fundou o grupo de dança Flor Ribeirinha, para divulgar e promover a dança do siriri, além de outras formas tradicionais do Mato Grosso, como o rasqueado e o boi-à-serra.
Aprendeu artesanato em barro com a mãe, índia coxiponé. Além de criar diversos objetos e utensílios, usa a técnica como forma de terapia nos Centros de Atenção Psicossocial de Cuiabá.
Presidiu a Associação de Moradores de São Gonçalo Beira Rio, a Associação de Mães da comunidade e a Associação de Ceramistas.

## Prêmios
Em 2018, foi uma das vencedoras do prêmio Culturas Populares do Ministério da Cultura, tendo a segunda maior nota da região Centro Oeste. 
Em 2019, recebeu da Universidade Federal de Mato Grosso, o título de Doutora Honoris Causa pelo trabalho dedicado à cultura. 
Em 2023, a convite da Federação Internacional de Festivais de Danças Folclóricas-FIDAF BRASIL o grupo Flor Ribeirinha participou e conquistou o Cheonan World Dance Festival.  

## Entrevistas
Em 2022 realizou entrevista no Canal Geografando - Paulo Fanaia, onde destacou aspectos sobre a cultura cuiabana.
Em 2024 foi uma das entrevistadas do Podcast PodOlhar, onde destacou seu legado cultural para Cuiabá.
Em 2024 foi entrevistada pelo Programa Opinião da TV Pantanal - canal 22. Na oportunidade, destacou questões relacionadas à cultura cuiabana e o grupo Flor Ribeirinha.